# Torre dei Bolognesi
La Torre dei Bolognesi, situata a Nonantola  in provincia di Modena, fu costruita nel XIV secolo e rappresenta un raro esempio di struttura difensiva medievale, conservata quasi integralmente, all’interno della pianura emiliana.
La Torre, costruita in occasione del passaggio della città sotto il dominio bolognese, fu eretta per controllare uno degli accessi all'abitato: era collocata nell'angolo sud-orientale della cinta muraria che circondava il monastero di S. Silvestro, il Palazzo della Comunità e le abitazioni del borgo.
Dal 2007 la torre è la sede del Museo di Nonantola.
Il museo ripercorre la storia del territorio, dall'età contemporanea alla Preistoria, in un percorso a ritroso nel tempo scandito sui quattro piani della torre utilizzando fonti archeologiche, documentarie e fotografiche. Il racconto che si articola all’interno del museo presenta tre fili conduttori, fortemente intrecciati tra loro: la trasformazione del paesaggio agrario che caratterizza il territorio, l’evoluzione del borgo e lo sviluppo della comunità. Di grande interesse è il terzo piano del museo in cui si approfondisce il periodo medievale alla luce delle recenti scoperte archeologiche: dalla nascita del monastero di San Silvestro, alla costruzione delle fortificazioni fino all'archeologia funeraria e alla nascita del Comune.

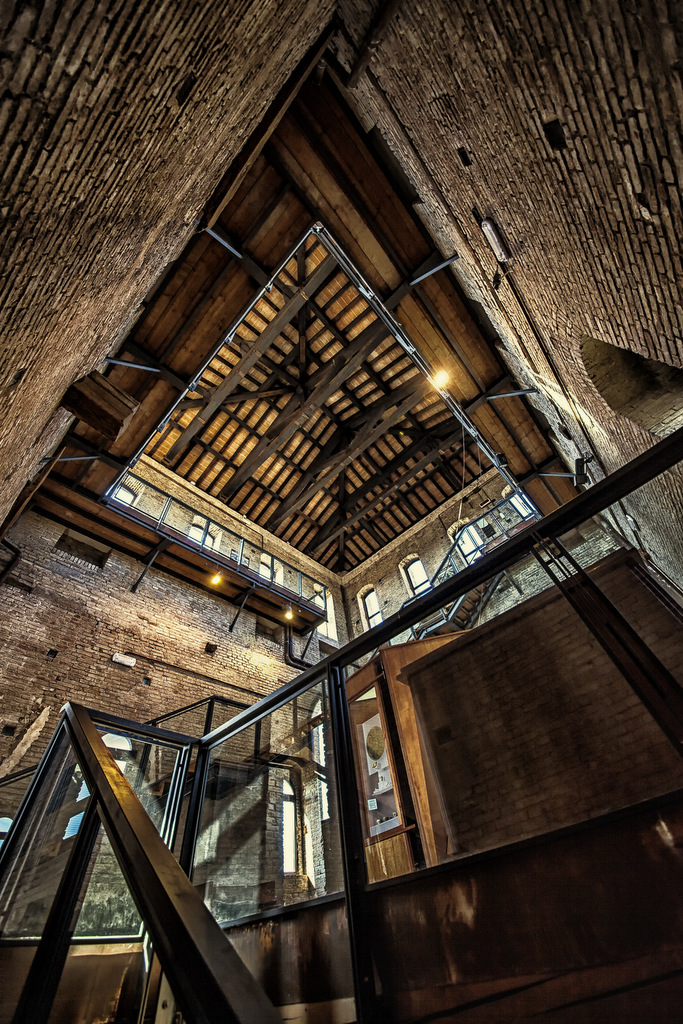
L'interno della Torre dei Bolognesi

## Architettura
La torre si presenta come un edificio in mattoni a pianta pressoché quadrata, con i lati che misurano 11,7x12,76 metri. Alta 38,13 metri terminava con una merlatura guelfa che fu ricoperta da un tetto a capriate, già attestato nel 1500 e rifatto negli anni ’70. Ai piedi della torre si può ancora notare, sebbene tamponata, Porta S. Adriano, uno degli accessi al centro fortificato; varcando questa porta era possibile vedere, sul fianco nord della torre, una lapide marmorea posta a memoria della conquista di Nonantola da parte dei Bolognesi che è oggi esposta presso il piano terra del Museo di Nonantola, collocato all’interno della torre.

## Storia
La Torre dei Bolognesi fu eretta nel 1307, anno in cui Nonantola cadde sotto il dominio del Comune di Bologna. Nel corso del Medioevo, la collocazione topografica strategica e la ricchezza che derivava dalla presenza del monastero di S. Silvestro, resero Nonantola un centro estremamente  importante. Tra XII e XIV secolo fu al centro degli scontri tra Guelfi e Ghibellini e passò alternativamente sotto l’una e l’altra fazione. In particolare, agli inizi del XIV secolo, l’insediamento fu pesantemente trasformato dai Bolognesi che, in occasione del passaggio delle città sotto il proprio dominio, realizzarono una serie di opere difensive intorno al borgo: costruirono mura in mattoni affiancate da fossati e intervallate da torri e rivellini con ponti mobili, strutture che avevano la funzione di difendere gli accessi al borgo. Uno di questi punti di controllo era appunto la torre dei Bolognesi.
La torre, una volta completata, fu detta anche Nuova per distinguerla dalla Torre dei Modenesi, o Vecchia, costruita precedentemente.
La torre ospitò un presidio di soldati bolognesi a controllo del borgo e, una volta esaurita la sua originaria funzione di torre militare, nel XVI secolo fu utilizzata come carcere della Comunità. Nel corso del Settecento e dell’Ottocento diventò magazzino di legname e torre piccionaia ed infine, tra gli anni cinquanta e settanta del Novecento, ospitò il deposito sopraelevato dell’acquedotto del paese diventando “torre piezometrica”. Una volta terminato il restauro conservativo è diventata la sede del Museo di Nonantola.

## Il restauro storico conservativo
L’inserimento della torre piezometrica e la realizzazione delle scale che permettevano di accedere ai piani superiori causarono la distruzione degli antichi solai in legno, pertanto gli interventi di restauro vennero realizzati al fine di ricostruirli. Terminati nel 2004, i lavori hanno permesso di mostrare nuovamente le caratteristiche originali della Torre dei Bolognesi, ossia di struttura difensiva con una notevole valenza storica nel corso dei secoli.

## Il sistema difensivo
Nel 2004 l'Università Ca' Foscari di Venezia ha eseguito uno scavo archeologico all’interno e all’esterno della torre: grazie ai dati ricavati è stato possibile ricostruire il sistema difensivo intorno alla torre, che era composto da due rivellini dotati di porte che, grazie all'aiuto di ponti levatoi, permettevano di superare un doppio sistema di fossati. L’acceso originario alla torre, che oggi appare come una finestra posto sopra la porta s’ingresso, era collocato ad alcuni metri da terra ed era raggiungibile soltanto dal camminamento di ronda delle mura: l’attuale porta di accesso alla torre è frutto di una ristrutturazione seicentesca quando l’edificio fu utilizzato come carcere.
All'altezza della porta originaria era posto un ballatoio, dal quale la guarnigione controllava il transito sulla sottostante strada ammattonata ed azionava le macchine dei ponti levatoi.
La Torre dei Bolognesi, insieme a quella dei Modenesi, sono le uniche due torri conservate su sette originariamente presenti nel sistema difensivo nonantolano, di cui rimangono anche alcuni tratti di mura scampati all'abbattimento delle fortificazioni avvenuto all'inizio del XXI secolo.

## Il Museo di Nonantola
Il Museo illustra la storia di Nonantola dall'epoca contemporanea alla preistoria in un racconto che si articola sui quattro piani della Torre dei Bolognesi.
Al piano terra del museo è esposta la mostra “I ragazzi ebrei di Villa Emma a Nonantola: 1942-1943”: Durante la Seconda Guerra Mondiale, tra il luglio del 1942 e l’aprile del 1943, in una villa alle porte di Nonantola, Villa Emma, furono ospitati 73 ragazzi ebrei profughi che riuscirono prima a nascondersi e poi a fuggire in Svizzera grazie all'aiuto del parroco Don Arrigo Beccari, del dott. Giuseppe Moreali e dei cittadini di Nonantola.
Salendo ai piani superiori si passa attraverso la storia del ‘900 e dell’800, della Partecipanza Agraria, una proprietà collettiva di origine medievale, per arrivare al terzo piano, dove viene approfondito il periodo medievale con la nascita del monastero di San Silvestro e del borgo che si è sviluppato intorno ad una della più importanti abbazie dell’Europa dell’epoca. Il percorso termina al quarto piano, dove sono esposti i reperti di epoca romana, dell’età del Ferro e del Bronzo, in cui spicca la famosa lamina aurea di Redù. Si tratta di un disco d’oro decorato con tecnica a sbalzo e punzone con motivi circolari, probabilmente da collegare a forme di culto che, nell'Europa dell’Età del Bronzo, videro la diffusione del simbolo solare.

Dal belvedere si può ammirare il panorama da tutti i punti cardinali da un’altezza di 38 metri.

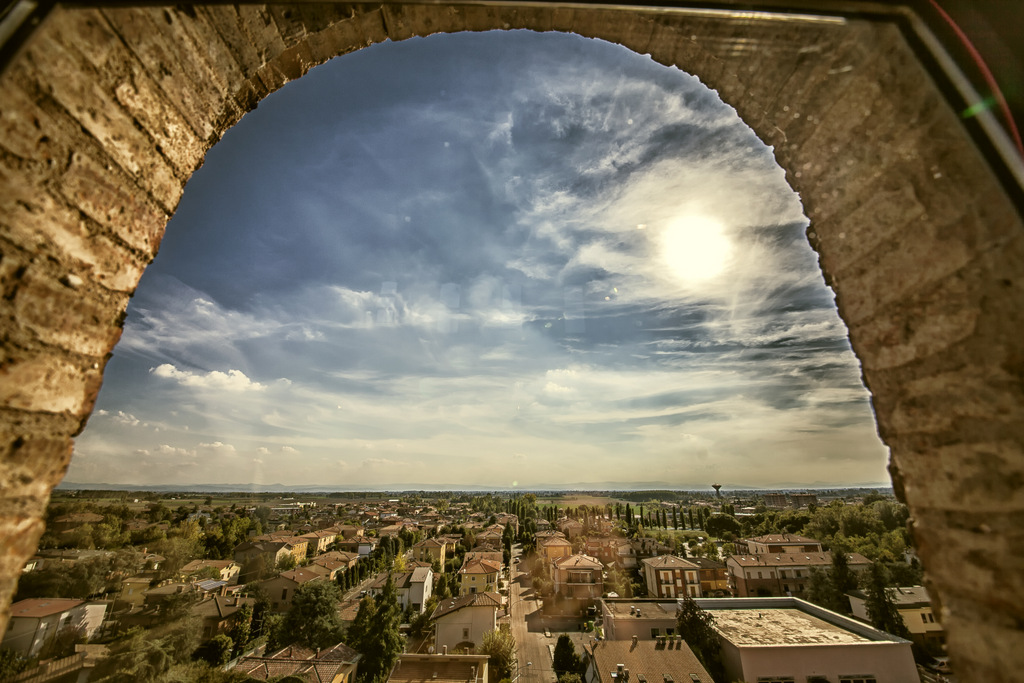
Veduta dal Belvedere della Torre dei Bolognesi di Nonantola
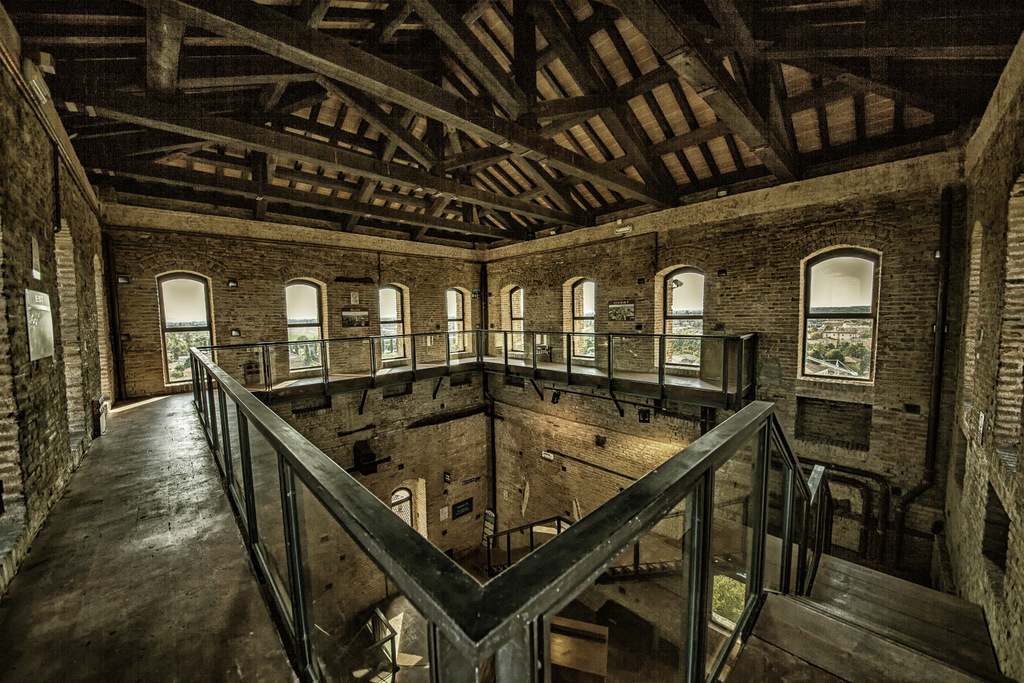
Il belvedere della Torre dei Bolognesi di Nonantola
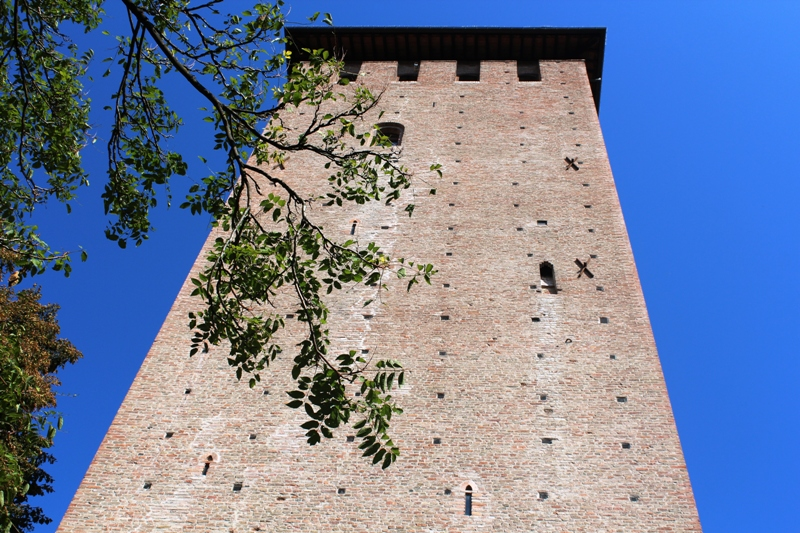
Il profilo della Torre dei Bolognesi
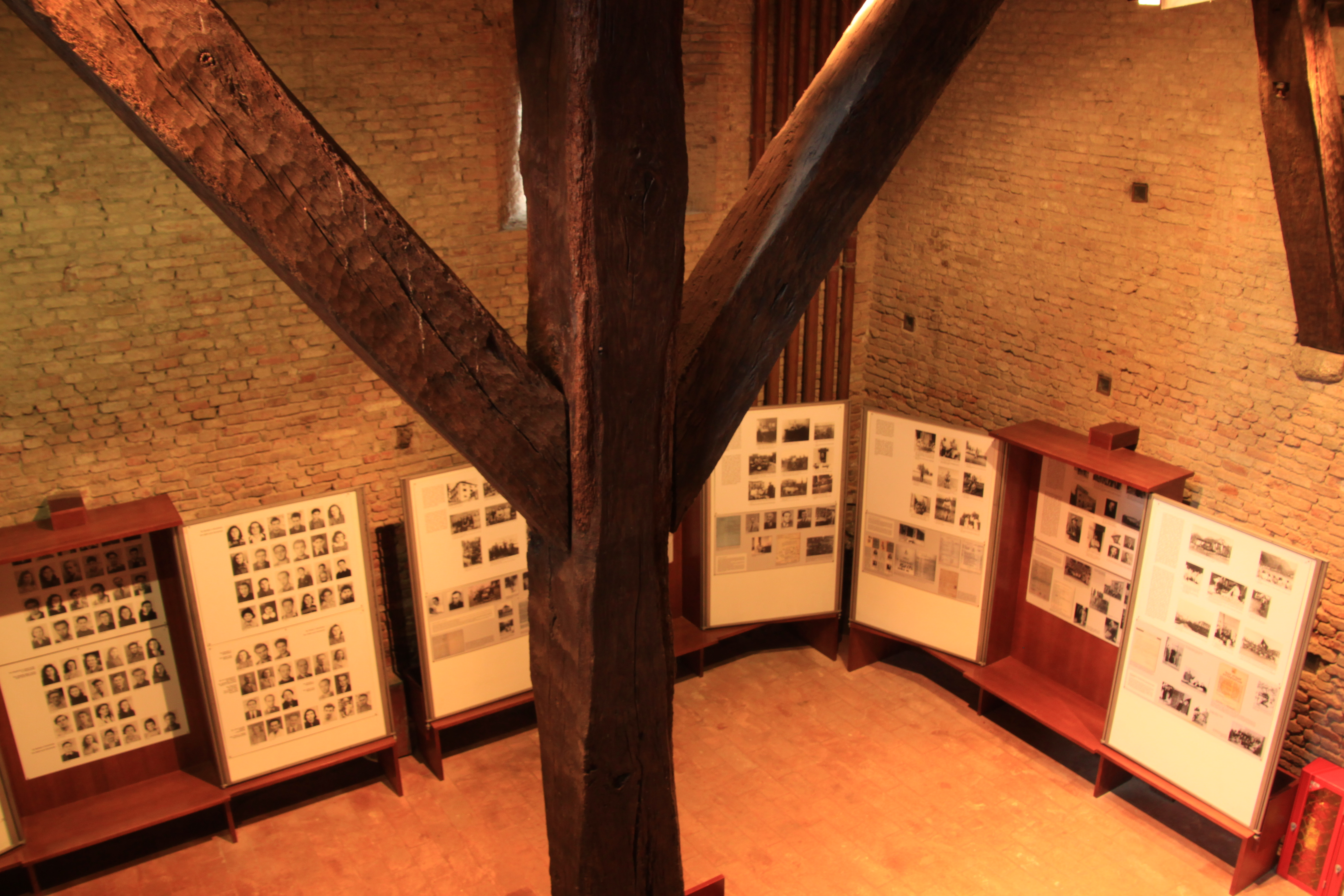
Il piano terra del Museo di Nonantola, dedicato alla storia de "I ragazzi di Villa Emma a Nonantola: 1942-1943"
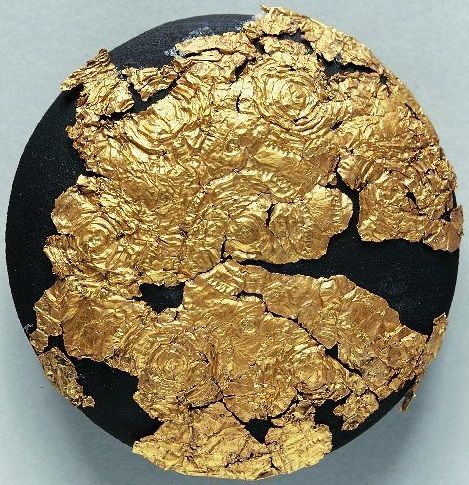
Lamina aurea di Redù